# Paula Dunn
Paula Dunn (przez pewien czas używała nazwiska Thomas, ur. 3 grudnia 1964 w Bradford) – brytyjska lekkoatletka, sprinterka, medalistka mistrzostw Europy, pięciokrotna medalistka igrzysk Wspólnoty Narodów, olimpijka.
Na igrzyskach Wspólnoty Narodów reprezentowała Anglię, a na pozostałych dużych imprezach międzynarodowych Wielką Brytanię.
Zdobyła złoty medal w sztafecie 4 × 100 metrów (w składzie: Dunn, Kathy Cook, Joan Baptiste i Heather Oakes) oraz srebrny medal w biegu na 100 metrów (ulegając jedynie Heather Oakes, a wyprzedzając Kanadyjkę Angellę Issajenko) na igrzyskach Wspólnoty Narodów w 1986 w Edynburgu. Na mistrzostwach Europy w 1986 w Stuttgarcie zajęła 5. miejsce w sztafecie 4 × 100 metrów i 7. miejsce w biegu na 100 metrów. Zajęła 6. miejsce w biegu na 60 metrów na halowych mistrzostwach Europy w 1987 w Liévin. Odpadła w półfinale biegu na 100 metrów i eliminacjach sztafety 4 × 100 metrów na mistrzostwach świata w 1987 w Rzymie.
Dunn odpadła w półfinałach biegu na 200 metrów i sztafety 4 × 100 metrów oraz w ćwierćfinale biegu na 100 metrów na igrzyskach olimpijskich w 1988 w Seulu. Na halowych mistrzostwach Europy w 1989 w Hadze zajęła 4. miejsce w biegu na 60 metrów.
Zdobyła srebrny medal w sztafecie 4 × 100 metrów (w składzie: Stephi Douglas, Jennifer Stoute, Simmone Jacobs i Dunn), a także zajęła 5. miejsce w biegu na 200 metrów i 8. miejsce w biegu na 100 metrów na igrzyskach Wspólnoty Narodów w 1990 w Auckland. Odpadła w półfinale biegu na 60 metrów na halowych mistrzostwach Europy w 1990 w Glasgow.
Przez pozostałą część kariery lekkoatletycznej startowała pod nazwiskiem Thomas. Zdobyła brązowy medal w sztafecie 4 × 100 metrów (w składzie: Douglas, Beverly Kinch, Jacobs i Thomas) oraz odpadła w półfinale biegu na 100 metrów na mistrzostwach Europy w 1990 w Splicie. Na mistrzostwach świata w 1991 w Tokio odpadła w ćwierćfinale biegu na 100 metrów i eliminacjach sztafety 4 × 100 metrów, a na mistrzostwach świata w 1993 w Stuttgarcie zajęła 8. miejsce w finale sztafety 4 × 100 metrów. Zajęła 5. miejsce w sztafecie 4 × 100 metrów oraz odpadła w półfinałach biegów na 100 metrów i na 200 metrów na mistrzostwach Europy w 1994 w Helsinkach.
Zdobyła brązowe medal w biegu na 100 metrów (za Nigeryjkami Mary Onyali i Christy Opara-Thompson) oraz w sztafecie 4 × 100 metrów (w składzie: Douglas, Geraldine McLeod, Jacobs i Thomas), a także zajęła 4. miejsce w biegu na 200 metrów na igrzyskach Wspólnoty Narodów w 1994 w Victorii. Na swych czwartych mistrzostwach świata w 1995 w Gōteborgu odpadła w półfinale biegu na 200 metrów, ćwierćfinale biegu na 100 metrów i eliminacjach sztafety 4 × 100 metrów.
Dunn była mistrzynią Wielkiej Brytanii (WAAA) w biegu na 100 metrów w latach 1986–1989 i 1995 oraz wicemistrzynią na tym dystansie w 1990, a także mistrzynią w biegu na 200 metrów w 1989 oraz brązową medalistką w 1994 i 1996. Zwyciężyła w biegu na 100 metrów w mistrzostwach UK Championships w latach 1986–1988 i zdobyła srebrny medal w 1991, a w biegu na 200 metrów zwyciężyła w 1987 i 1988. W halli była mistrzynią Wielkiej Brytanii w biegu na 60 metrów w 1988 i 1989 oraz brązową medalistką w 1987, 1991 i 1997.
Rekordy życiowe Pauli Dunn (Thomas):
- bieg na 100 metrów – 11,15 s (23 sierpnia 1994, Victoria)
- bieg na 200 metrów – 22,69 s (26 sierpnia 1994, Victoria)

Później była trenerką sportowców paraolimpijskich. W 2018 została odznaczona Orderem Imperium Brytyjskiego V klasy (MBE).